# ブルクハルト・ユング
ブルクハルト・ユング（ドイツ語: Burkhard Jung、1958年3月7日 - ）は、ドイツの政治家。2006年から、ライプツィヒ市長を務める。

## 経歴
1977年から1984年まで、ミュンスター大学でドイツ学と福音主義神学を学んだ。1984年から1986年まで、ミュンスターにて教員養成のための試補勤務を経て、ジーゲンでギムナジウムの教員となった。1991年には新設されたライプツィヒ福音学校センターに校長として赴任している。
1999年から、ライプツィヒの青少年・学校・スポーツ担当の副市長を務めた。2006年、ライプツィヒ市長に選出された。
2013年の市長選に再選を目指して立候補。6人が立候補したが、第1回投票ではいずれの候補者も過半数の票を獲得できなかったため、決選投票として第2回投票が実施されることとなった。第2回投票では、45.0%の票を獲得し、第2位の得票率28.7%を大きく引き離し再選した。
2020年の市長選には3期目を目指して立候補。合計8人が立候補したが、第1回投票では、ドイツキリスト教民主同盟のゼバスティアン・ゲムコウが得票率31.6%で首位となり、ユングは得票率29.8%で次点となった。第2回投票では、ユングが49.1%の得票でゲムコウの47.6%に3300票差で競り勝った。